# Svoboda (distrikt i Bulgarien, Dobritj)
Svoboda (bulgariska: Свобода) är ett distrikt i Bulgarien.   Det ligger i kommunen Obsjtina Dobritj-Selska och regionen Dobritj, i den nordöstra delen av landet, 400 km öster om huvudstaden Sofia.
Trakten runt Svoboda består till största delen av jordbruksmark. Runt Svoboda är det ganska tätbefolkat, med 75 invånare per kvadratkilometer.